# Uvala Soline
Uvala Soline este o arie protejată (sit de importanță comunitară — SCI) din Croația întinsă pe o suprafață de 53,45 ha, integral marine.

## Localizare
Centrul sitului Uvala Soline este situat la coordonatele 43°55′41″N 15°21′22″E / 43.92805°N 15.356132°E.

## Înființare
Situl Uvala Soline a fost declarat sit de importanță comunitară în iulie 2013 pentru a proteja un număr necunoscut de specii din flora spontană și fauna sălbatică aflate în arealul zonei.

## Biodiversitate
Situată în ecoregiunea marină mediteraneană, aria protejată conține 1 habitat natural: Golfuri mici largi și golfuri puțin adânci.
La baza desemnării sitului se află un număr nedeclarat de specii protejate.